# Silnik podkwadratowy

Porównanie silników (od lewej): nadkwadratowego, kwadratowego i podkwadratowego

Silnik podkwadratowy – silnik, w którym skok tłoka ma większą wartość niż jego średnica, w przeciwieństwie do silnika nadkwadratowego.

## Zastosowanie
Silniki podkwadratowe stosuje się obecnie w większości aut osobowych, ale również w pojazdach o większej pojemności skokowej (ciężarówki, ciągniki, pojazdy budowlane, lokomotywy spalinowe) oraz w przemyśle ciężkim. Zdecydowana większość współczesnych silników Diesla to silniki podkwadratowe.
Dzięki większemu momentowi, silnik podkwadratowy jest w stanie poruszać ciężkimi obiektami bez konieczności stosowania rozbudowanej przekładni.

## Podsumowanie
Porównując silnik podkwadratowy i nadkwadratowy (o tej samej pojemności skokowej, stopniu sprężania i dawce paliwa), silnik podkwadratowy będzie posiadał wyższy moment i lepszą dynamikę w niższych partiach obrotów kosztem niższej mocy oraz zmniejszonych obrotów maksymalnych. Jest tak dlatego, że silnik podkwadratowy posiada dłuższe ramię wykorbione, tj. większą „dźwignię”, teoretycznie przyjmując, że pewien silnik o pojemności P z ramieniem wykorbionym o długości 2,5 centymetra będzie miał x Nma, a silnik o pojemności P, lecz tym razem z długością ramienia wykorbionego równym 5 centymetra będzie wynosił 2x Nm (dochodzą do tego bezwładności mas wirujących i posuwisto-zwrotnych wpływające na dynamikę i zakres obrotów minimalnych i maksymalnych silnika).